# سفارة روسيا الاتحادية لدى البحرين
سفارة روسيا الاتحادية لدى البحرين هي البعثة الدبلوماسية لجمهورية روسيا الاتحادية لدى مملكة البحرين، وتقع بالعاصمة المنامة.